# NGC 1808
NGC 1808 ist eine Balkenspiralgalaxie im Sternbild Taube, die etwa 37 Millionen Lichtjahre von der Milchstraße entfernt ist. NGC 1808 ist eine Starburstgalaxie mit heftiger Sternentstehung in ihrem Zentralbereich.
Das Objekt wurde am 10. Mai 1826 von dem schottischen Astronomen James Dunlop entdeckt.

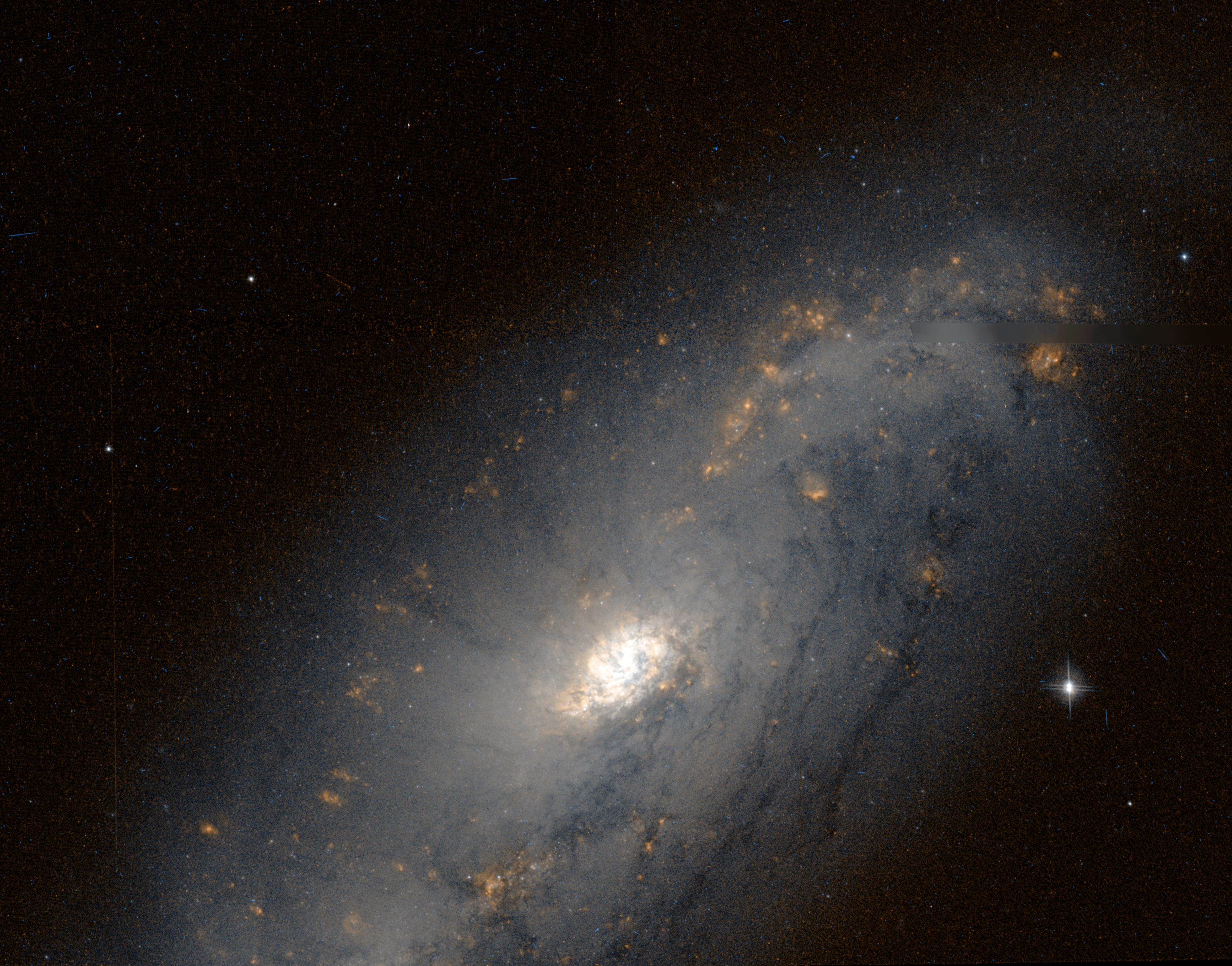
Abbildung der Struktur des Staubs und des ionisierten Wasserstoffs im zentralen Bereich mithilfe des Hubble-Weltraumteleskops
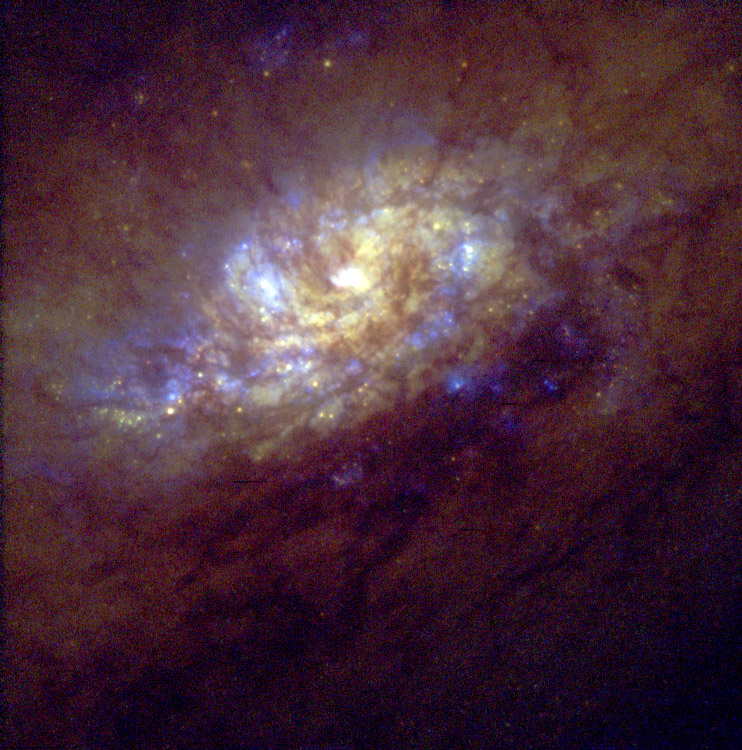
Das Zentrum aufgenommen vom Hubble-Weltraumteleskop
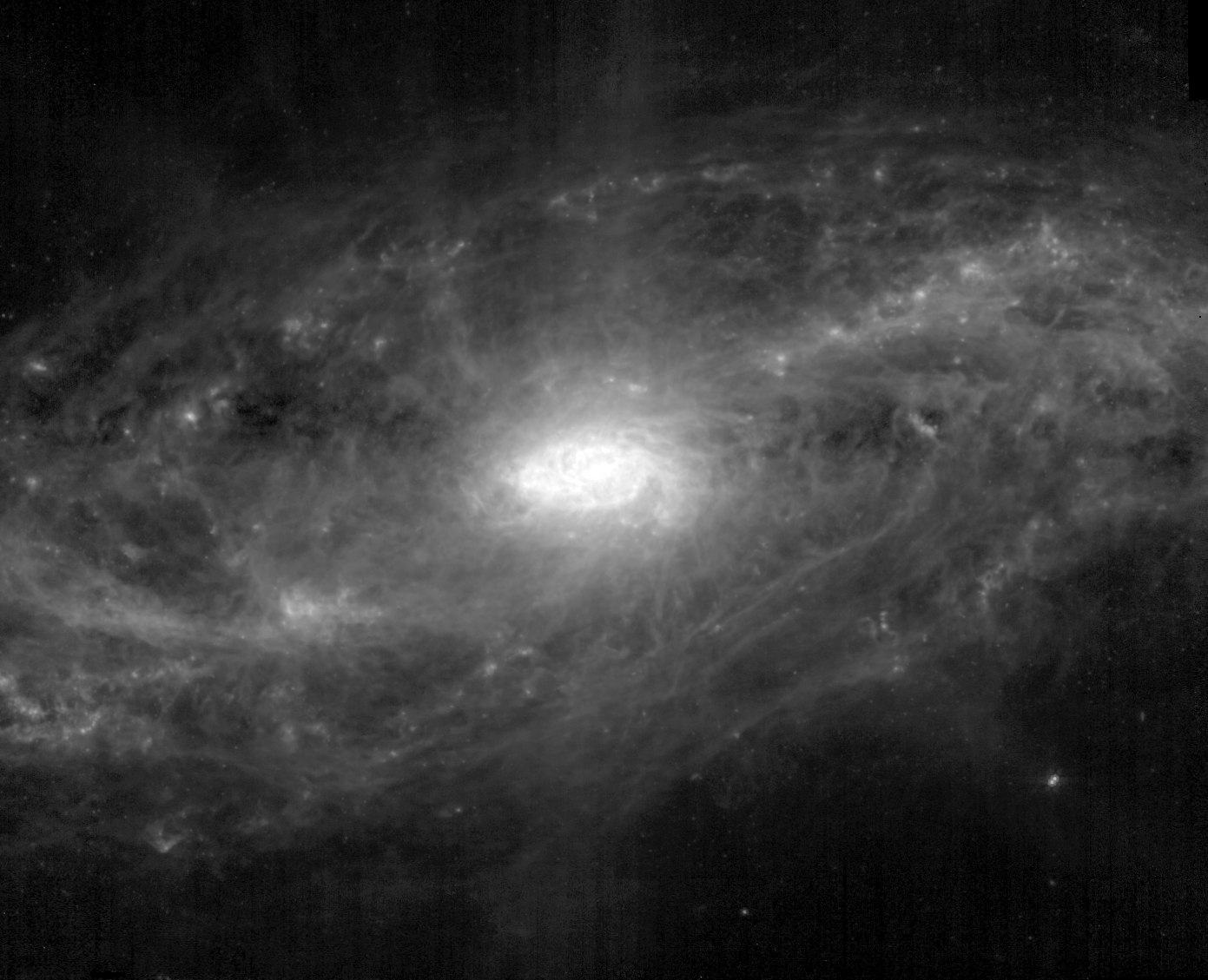
MIRI-Aufnahme des James Webb-Weltraumteleskops

## NGC 1808-Gruppe (LGG 127)
| Galaxie   | Alternativname | Entfernung / Mio. Lj |
| --------- | -------------- | -------------------- |
| NGC 1808  | PGC 16779      | 37                   |
| NGC 1792  | PGC 16709      | 46                   |
| NGC 1827  | PGC 16849      | 38                   |
| PGC 16790 | ESO 305-9      | 38                   |
| PGC 16976 | ESO 305-17     | 40                   |
| PGC 17027 | ESO 362-11     | 52                   |
| PGC 17157 | ESO 362-19     | 50                   |